# Famille Menegato
 (juillet 2024).
La famille Menegato sont une famille patricienne de Venise, originaire de Musestre, où ils s'appelèrent de Bernachi ou Benachi. 

## Historique
Des membres de cette famille ont été tribuns antiques.
Les Menegato s'éteignent en 1373 par le décès d'un certain Marin.

## Armes

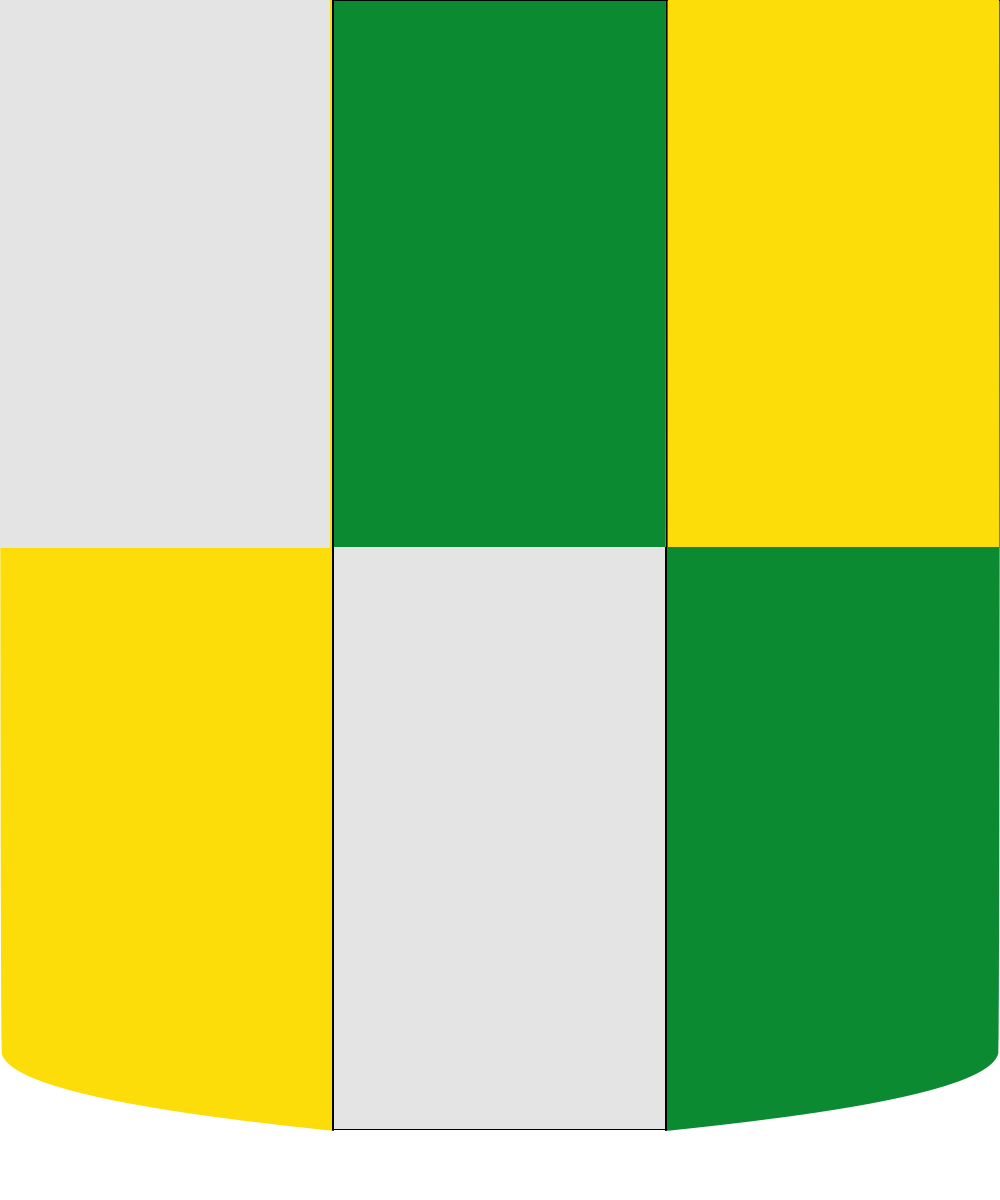
Armes des Menegato

Les armes des Menegato sont coupé d'un trait parti de deux autres qui font six quartiers aux premier et tropisième d'argent plein; aux deuxième et sixième de sinople plein; aux troisième et quatrième d'or plein.